# SNX10
SNX10 (англ. Sorting nexin 10) – білок, який кодується однойменним геном, розташованим у людей на короткому плечі 7-ї хромосоми. Довжина поліпептидного ланцюга білка становить 201 амінокислот, а молекулярна маса — 23 598.
| 10         |  | 20         |  | 30         |  | 40         |  | 50         |
| ---------- |  | ---------- |  | ---------- |  | ---------- |  | ---------- |
| MFPEQQKEEF |  | VSVWVRDPRI |  | QKEDFWHSYI |  | DYEICIHTNS |  | MCFTMKTSCV |
| RRRYREFVWL |  | RQRLQSNALL |  | VQLPELPSKN |  | LFFNMNNRQH |  | VDQRRQGLED |
| FLRKVLQNAL |  | LLSDSSLHLF |  | LQSHLNSEDI |  | EACVSGQTKY |  | SVEEAIHKFA |
| LMNRRFPEED |  | EEGKKENDID |  | YDSESSSSGL |  | GHSSDDSSSH |  | GCKVNTAPQE |
| S          |  |            |  |            |  |            |  |            |

A: Аланін

C: Цистеїн

D: Аспарагінова кислота

E: Глутамінова кислота

F: Фенілаланін

G: Гліцин

H: Гістидин

I: Ізолейцин

K: Лізин

L: Лейцин

M: Метіонін

N: Аспарагін

P: Пролін

Q: Глутамін

R: Аргінін

S: Серин

T: Треонін

V: Валін

W: Триптофан

Задіяний у таких біологічних процесах, як транспорт, транспорт білків, біогенез та деградація війок, альтернативний сплайсинг. 
Білок має сайт для зв'язування з ліпідами. 
Локалізований у цитоплазмі, цитоскелеті, мембрані, ендосомах.